# Scatella megastoma
Scatella megastoma is een vliegensoort uit de familie van de oevervliegen (Ephydridae). De wetenschappelijke naam van de soort is voor het eerst geldig gepubliceerd in 1855 door Johan Wilhelm Zetterstedt.